# Donna Tartt
Donna Tartt, född 23 december 1963 i Greenwood, Mississippi, är en amerikansk författare. Hennes debutroman, Den hemliga historien (1992), sålde i mer än fem miljoner exemplar. Hennes efter 20 års författarkarriär tre publicerade romaner är alla uppväxtskildringar. 2014 vann hon Pulitzerpriset för skönlitteratur för romanen Steglitsan (2013). Samma år utsågs hon av tidskriften Time till en av världens 100 mest inflytelserika människor.

## Biografi

### Bakgrund
Tartt föddes i Greenwood i Mississippiflodens delta. Hon växte upp den närbelägna staden Grenada.
Donna Tartts första verk var en dikt som hon skrev som femåring och när hon var 13 år fick hon en dikt publicerad i den lokala dagstidningen. Tartt studerade senare vid Bennington College i Vermont. Där ska hon under kortare tid haft ett romantiskt förhållande med författaren Bret Easton Ellis, som hon senare tillägnade sin första bok.
1981 antogs Tartt till University of Mississippi, där hon under sitt första studieår uppmärksammades av Willie Morris för sitt skrivande. Efter en rekommendation från Morris tog Barry Hannah in den 18-åriga Tartt som deltagare i hans universitetskurs i novellskrivande. Hannah sa att "hon var djupt litterär, ett rent geni faktiskt. En litterär stjärna."
På inrådan från Morris och andra fortsatte Tartt 1982 sina studier vid Bennington College, där hon blev vän med studiekamraterna Bret Easton Ellis, Jill Eisenstadt och Jonathan Lethem. Hon kom också att studera klassisk litteratur tillsammans med Claude Fredericks. Ellis och hon hade för en tid ett förhållande, efter att de samarbetat på ett par litterära projekt.

### Författarskap
Donna Tartt började skriva på Den hemliga historien redan under sin collegetid, även om det tog henne åtta år att färdigställa den. Romanen blev en succé och såldes i mer än 5 miljoner exemplar.
Med återkommande tioårsintervaller publicerades hennes två följande böcker, Den lille vännen (2002) respektive Steglitsan (2013). Den sistnämnda gavs ut på dagen elva år efter utgivningen av hennes föregående roman, där huvudpersonen är just elva år.
Runt 2002 rapporterades det att Donna Tartt arbetade på en omdiktning av myten om Daidalos och Ikaros. 2006 nominerades hennes novell "The Ambush" till "Best American Short Stories of 2006".
Tartts författarskap känneteckas av ett antal återkommande teman. Dessa inkluderar social klass och klassindelning, skuld och skönhetens begrepp.

### Uppmärksamhet och utmärkelser
2014 belönades Donna Tartt med Pulitzerpriset för skönlitteratur för sin roman Steglitsan. Samma år utsågs hon av den internationella nyhetstidningen Time till en av världens 100 mest inflytelserika människor. Enligt tidningen är Tartt "författaren vars romanfigurers liv förändrar ditt eget."
Tartt är känd för att vara otillgänglig för medier: "Jag är inte en särskilt offentlig person, det här [intervju med Dagens Nyheter] är min sjätte intervju på ett årtionde. När jag inte är aktuell med en bok finns det inget att prata om. Och att prata om mig som privatperson är inte intressant. Hur är det, visst brukar också författare få prata mycket om sina privatliv?"

## Stil
Tartt skriver alla sina böcker för hand i anteckningsblock. Hennes bibliografi innehåller relativt få böcker: efter 20 års författarskap har tre romaner publicerats. Alla romanerna är mer eller mindre uppväxtskildringar. Dessutom innehåller alla åtminstone en katastrofal händelse av något slag.
Den hemliga historien är i grund och botten en psykologisk thriller.

## Privatliv
År 2002 rapporterades det att Tartt hade bott i Greenwich Village, Upper East Side, och på en gård nära Charlottesville, Virginia; att hon är 1,5 m lång och att hon hade sagt att hon aldrig skulle gifta sig.

## Utmärkelser
- 2003 – WT Smith Literary Award för Den lilla vännen
- 2003 – Orange Prize for Fiction (slutnominering) för Den lilla vännen
- 2013 – National Book Critics Circle Award (slutnominering) för Steglitsan[16]
- 2014 – Baileys Women's Prize for Fiction (slutnominering) för Steglitsan[17]
- 2014 – Pulitzer Prize for Fiction för Steglitsan[18]
- 2014 – TIME 100 The 100 Most Influential People [19]
- 2014 – Andrew Carnegie Medal for Excellence for Fiction för Steglitsan [20]
- 2014 – Vanity Fair International Best Dressed List [21]
- 2014 – Premio Malaparte för Steglitsan [22]